# Богодилово
Богоди́лово — деревня в Ельнинском районе Смоленской области России. Население — 14 жителей (2007 год). Расположена в юго-восточной части области в 6 км к северо-западу от города Ельня, в 8 км севернее автодороги Р96 Новоалександровский (А101) — Спас-Деменск — Ельня — Починок, в 4 км к западу от автодороги Р137 Сафоново — Рославль, на берегах реки Ужа. В 5 км к югу от деревни железнодорожная станция Дёмщино на линии Смоленск — Сухиничи. Входит в состав Леонидовского сельского поселения.

## История
В годы Великой Отечественной войны в деревне располагался полевой госпиталь.